# Heriades eximius
Heriades eximius är en biart som beskrevs av Heinrich Friese 1904. Heriades eximius ingår i släktet väggbin, och familjen buksamlarbin. Inga underarter finns listade i Catalogue of Life.